# Macedo de Cavaleiros
Macedo de Cavaleiros é uma cidade portuguesa localizada na sub-região das Terras de Trás-os-Montes, pertencendo à região do Norte e ao distrito de Bragança. 
É sede do município de Macedo de Cavaleiros que tem uma área total de 699,14 km2, 14.251 habitantes em 2021 e uma densidade populacional de 21 habitantes por km2, subdividido em 30 freguesias. O município é limitado a norte pelo município de Vinhais, a nordeste por Bragança, a leste por Vimioso, a sudeste por Mogadouro, a sul por Alfândega da Fé e a oeste por Mirandela.

## História
O território concelhio inclui vestígios que alcançam épocas remotas, desde a Pré-História recente, passando pela presença dos Zelas na Idade do Ferro, pelo povoamento em época Romana e, posteriormente, o período da ocupação Sueva e Visigoda e a Idade Média.
A povoação de Macedo de Cavaleiros já existia no século XII e pertencia, na altura, à Terra de Lampaças, chamando-se então Masaedo ou Maçaeda. No entanto, pelo foral de 1187, D. Sancho I fez da cidade de Bragança a sede de um território que englobava os termos de Lampaças. Deste modo, ao município de Bragança passaram a pertencer todas as povoações do atual município de Macedo de Cavaleiros que faziam parte da extinta Terra de Lampaças. O monarca impôs ainda a Bragança o povoamento dos "vilares veteros" do concelho, entre os quais Vilares, Valdrês, Limãos e Vale de Prados.
O concelho foi, no início do século XII, incorporado no Condado Portucalense e o seu território dividido entre Terras de Lampaças e Terras de Ledra.
Segundo as Inquirições de 1258, de D. Afonso III, Macedo de Cavaleiros pertencia então a um cavaleiro de Chacim, D. Nuno Martins, da estirpe dos Bragançãos, e também a um outro, D. Mendes Gonçalves. Segundo alguns genealogistas, terão sido estes dois cavaleiros a dar origem ao topónimo Cavaleiros. Nesta época, o lugar não seria mais do que uma pequena povoação e não tinha a importância administrativa de localidades vizinhas, como Nozelos, Vale Prados, Cortiços, Sezulfe e Pinhovelo, as quais, durante o reinado de D. Dinis, receberam cartas de foral.
No reinado de D. Dinis foram concedidas cartas de foral a Nozelos, em 1284, a Vale de Prados e Cortiços, em 1287, e a Sesulfe e Pinhovelo, em 1302. Chacim foi elevada a concelho em 1400 pela carta de foral pelo punho de D. João I.
Várias figuras, com origem no território, sobressaíram ao nível nacional. Destaca-se Nuno Martins de Chacim, aio de D. Dinis I, rei conhecido como "o lavrador", e Martim Gonçalves de Macedo, o bravo combatente, que, em 1385, na Batalha de Aljubarrota, evitou a morte do regente ao trono, o futuro D. João I, já derrubado em combate ante o castelhano Sandoval.
Em 1484, D. João II concedeu a João Teixeira de Macedo uma série de privilégios relacionados com a quinta de Macedo.
Na primeira metade do século XVIII, quando Macedo de Cavaleiros ainda pertencia ao concelho de Chacim, D. João V passou carta de reguengueiro aos "moradores da Quinta de Macedo de Cavaleiros". A carta isentou os habitantes de determinados impostos e fez com que a povoação se desenvolvesse.
Com a grande Reforma Administrativa de Mouzinho da Silveira, em 1836, foram suprimidos os concelhos de Nozelos, Sesulfe e Vale de Prados que, na sua grande maioria, ficaram absorvidos pelos concelhos de Chacim e Cortiços.
Com a Reforma Administrativa de 1853 nasce o concelho de Macedo de Cavaleiros que assimilou, na sua constituição, os antigos concelhos de Chacim e Cortiços.
Dez anos depois da criação do concelho de Macedo de Cavaleiros, a 15 de Janeiro, a sede é elevada à categoria de vila e a 13 de Maio de 1999 foi-lhe concedido o título de cidade.

## Transportes
As acessibilidades rodoviárias colocam Macedo de Cavaleiros estrategicamente posicionado, relativamente ao norte do país e ao espaço europeu.
A4 e IP2 são as vias principais que ligam o território ao resto do país e à Europa, a que se acrescentam as ligações internas, que aproximam de Macedo de Cavaleiros todas as restantes localidades do Nordeste. Atualmente tem se destacado um grande arquitecto na sua zona pela ideia inovadora da construção de uma escola direcionada às exigências dos alunos.

## Evolução da População do Município
| Número de habitantes | Número de habitantes | Número de habitantes | Número de habitantes | Número de habitantes | Número de habitantes | Número de habitantes | Número de habitantes | Número de habitantes | Número de habitantes | Número de habitantes | Número de habitantes | Número de habitantes | Número de habitantes | Número de habitantes | Número de habitantes |
| -------------------- | -------------------- | -------------------- | -------------------- | -------------------- | -------------------- | -------------------- | -------------------- | -------------------- | -------------------- | -------------------- | -------------------- | -------------------- | -------------------- | -------------------- | -------------------- |
| 1864                 | 1878                 | 1890                 | 1900                 | 1911                 | 1920                 | 1930                 | 1940                 | 1950                 | 1960                 | 1970                 | 1981                 | 1991                 | 2001                 | 2011                 | 2021                 |
| 16653                | 17901                | 18825                | 19200                | 20917                | 18376                | 19781                | 22765                | 25204                | 26199                | 22173                | 21608                | 18930                | 17449                | 15776                | 14251                |

(Número de habitantes que tinham a residência oficial neste município à data em que os censos  se realizaram.)
| Número de habitantes por Grupo Etário | Número de habitantes por Grupo Etário | Número de habitantes por Grupo Etário | Número de habitantes por Grupo Etário | Número de habitantes por Grupo Etário | Número de habitantes por Grupo Etário | Número de habitantes por Grupo Etário | Número de habitantes por Grupo Etário | Número de habitantes por Grupo Etário | Número de habitantes por Grupo Etário | Número de habitantes por Grupo Etário | Número de habitantes por Grupo Etário | Número de habitantes por Grupo Etário | Número de habitantes por Grupo Etário |
| ------------------------------------- | ------------------------------------- | ------------------------------------- | ------------------------------------- | ------------------------------------- | ------------------------------------- | ------------------------------------- | ------------------------------------- | ------------------------------------- | ------------------------------------- | ------------------------------------- | ------------------------------------- | ------------------------------------- | ------------------------------------- |
|                                       | 1900                                  | 1911                                  | 1920                                  | 1930                                  | 1940                                  | 1950                                  | 1960                                  | 1970                                  | 1981                                  | 1991                                  | 2001                                  | 2011                                  | 2021                                  |
| 0-14 Anos                             | 6 178                                 | 7 495                                 | 6 309                                 | 6 875                                 | 8 064                                 | 8 567                                 | 9 145                                 | 7 345                                 | 6 118                                 | 4 008                                 | 2 512                                 | 1 848                                 | 1 286                                 |
| 15-24 Anos                            | 3 597                                 | 3 338                                 | 3 184                                 | 3 574                                 | 3 927                                 | 4 603                                 | 4 486                                 | 3 620                                 | 3 898                                 | 3 176                                 | 2 467                                 | 1 561                                 | 1 256                                 |
| 25-64 Anos                            | 8 625                                 | 8 912                                 | 7 695                                 | 8 038                                 | 9 257                                 | 10 335                                | 10 876                                | 9 095                                 | 8 860                                 | 8 715                                 | 8 557                                 | 7 932                                 | 6 768                                 |
| = ou > 65 Anos                        | 880                                   | 1 152                                 | 1 077                                 | 1 322                                 | 1 456                                 | 1 614                                 | 1 692                                 | 2 165                                 | 2 732                                 | 3 031                                 | 3 913                                 | 4 435                                 | 4 941                                 |

(Obs: De 1900 a 1950 os dados referem-se à população presente no município à data em que eles se realizaram Daí que se registem algumas diferenças relativamente à designada população residente)

Freguesias do município de Macedo de Cavaleiros.

## Freguesias

### Freguesias atuais
O município de Macedo de Cavaleiros está dividido em 30 freguesias:
| - Ala e Vilarinho do Monte - Amendoeira - Arcas - Bornes e Burga - Carrapatas - Castelãos e Vilar do Monte - Chacim - Cortiços - Corujas - Espadanedo, Edroso, Murçós e Soutelo Mourisco - Ferreira - Grijó - Lagoa - Lamalonga - Lamas | - Lombo - Macedo de Cavaleiros - Morais - Olmos - Peredo - Podence e Santa Combinha - Salselas - Sezulfe - Talhas - Talhinhas e Bagueixe - Vale Benfeito - Vale da Porca - Vale de Prados - Vilarinho de Agrochão - Vinhas |

### Aldeias anexas
- Argana (Lamalonga)
- Arrifana (Vale de Prados)
- Azibeiro (Podence)
- Brinço (Ala)
- Bousende (Espadanedo)
- Cabanas (Soutelo Mourisco)
- Carrapatinha (Ala)
- Castro Roupal (Vinhas)
- Cernadela (Cortiços)
- Comunhas (Ferreira)
- Fornos de Ledra (Lamalonga)
- Gradíssimo (Amendoeira)
- Gralhós (Talhinhas)
- Latães (Amendoeira)
- Limãos (Salselas)
- Malta (Olmos)
- Meles (Ala)
- Mogrão (Arcas)
- Nogueirinha (Macedo de Cavaleiros)
- Nozelos (Arcas)
- Paradinha de Besteiros (Morais)
- Pinhovelo (Amendoeira)
- Sobreda (Morais)
- Travanca (Macedo de Cavaleiros)
- Valdrez (Salselas)
- Vale Pradinhos (Sezulfe)
- Valongo (Espadanedo)
- Vila Nova da Rainha (Lamalonga)
- Vilar Douro (Soutelo Mourisco)

## Geografia
município situado no centro do nordeste transmontano, encontrando-se localizado numa região que apresenta um relevo ondulado bastante expressivo, tendo a Serra de Bornes a destacar-se como um acidente orográfico notável. Nesta região inclui-se ainda, em termos litológicos, o Maciço de Morais, onde predominam os xistos verdes, micaxistos, gnaisses, paragnaisses, xistos anfibólicos e anfibolitos. Ainda a norte do município é possível encontrar a Serra da Nogueira.
O clima da região em que se encontra o município macedense insere-se na região subcontinental, com características da Terra de Transição, estando o município dividido em duas áreas distintas: as zonas baixas inserem-se na chamada Terra Quente Transmontana, enquanto a Serra de Bornes está localizada na Terra Fria Transmontana. Aqui predominam os carvalhos (negral e cerquinho) e as azinheiras, estando bem representados os sobreiros, os zimbros e matos de vários tipos de arbustos (esteva, rosmaninho, tomilho, trovisco, urze e carqueja).
Regista-se uma variedade de tipos de solos, a maioria pouco produtivos e muitos com necessidade de intervenção humana. O clima é marcado pela continentalidade, com temperaturas mais contrastadas de Inverno e Verão e menores valores de pluviosidade média anual. A região dispõe de uma rede hidrográfica relativamente extensa, enquadrada na bacia do Douro e seus afluentes, que apresentam, na maioria, vales encaixados em V agudo. O território é atravessado pelo Rio Sabor a Sudeste e o Rio Azibo.

## Património
- Real Filatório de Chacim
- Pelourinho de Chacim
- Pelourinho de Vale de Prados
- Pelourinho de Nozelos
- Pelourinho de Pinhovelo
- Vários solares por todas as aldeias
- Igrejas e capelas
- Paisagem Protegida da Albufeira do Azibo http://www.azibo.org

## Turismo e cultura
Macedo de Cavaleiros é um destino turístico no centro de Trás-os-Montes, integrando a Região de Turismo do Porto e Norte de Portugal. Desde 2014 possui o Geopark Terras de Cavaleiros, com um importante património geológico, classificado pelo UNESCO e pertencente à Rede Europeia de Geoparques. O cantor Roberto Leal era natural do município.
Possui uma elevada variedade de museus:
- Casa do Coreto
- Caretos de Podence
- Museu de Arte Sacra
- Museu do Mel e da Apicultura
- Museu Religioso de Balsamão
- Museu Rural de Salselas
- Núcleo Museológico do Azeite "Solar dos Cortiços"
- Real Filatório de Chacim

A caça e a pesca são um recurso que é objecto de uma gestão ordenada e sustentável e que durante todo o ano atrai numerosos visitantes. A flora, com endemismos únicos no mundo relacionados com as particularidades geológicas do sítio, tem renome internacional, nomeadamente pela ocorrência de orquídeas selvagens.
O lago criado com a construção da Barragem do Azibo propiciou condições para a prática de desportos náuticos não motorizados. Tem duas praias, sendo-lhe atribuído o galardão da Bandeira Azul desde há quatro anos consecutivos, e  tem, a toda a volta, percursos pedestres sinalizados e ciclovia.
Os solares, igrejas e capelas, velhas pontes, cruzeiros, fontes constituem parte do património construído, histórico e artístico. As aldeias de Travanca e Nogueirinha são de visita obrigatória.
Desde a idade da pedra que esta zona é habitada e sete campos arqueológicos demonstram os sucessivos períodos de ocupação. O produto das escavações é exposto ao público na Sala-Museu de Arqueologia, com espólio importante dos períodos da Idade do Bronze, Romano e Medieval.
As tradições, lendas e folclore estão presentes um pouco por toda a parte com protagonistas que mantêm a tradição dos Caretos, dos Pauliteiros, dos Latos, dos Bombos, das gaitas-de-fole e da música filarmónica.
A gastronomia saborosíssima, com a carne e os enchidos, os cogumelos e as casulas secas, o vinho excelente, as castanhas e o azeite finíssimo, e uma horta com couves, batatas, grelos e nabiças de um sabor incomparável, deixa saudades no turista e visitante.
Para descansar e retemperar as forças há excelentes unidades hoteleiras na cidade de Macedo de Cavaleiros e de turismo em espaço rural nas aldeias de Travanca e Nogueirinha.

## Miradouros
- Miradouro de Santa Maria Madalena, em Amendoeira
- Miradouro de Monte de Morais, na estrada para Izeda
- Lugar da Serrinha em Corujas
- Miradouro e convento de Balsamão em Chacim

## Paisagem Protegida da Albufeira do Azibo
A Albufeira do Azibo foi idealizada para servir de apoio ao regadio agrícola no município de Macedo de Cavaleiros. Mas rapidamente ganhou o estatuto de Paisagem Protegida abrangendo as freguesias de Vale da Porca, Santa Combinha, Podence, Salselas e Vale de Prados.

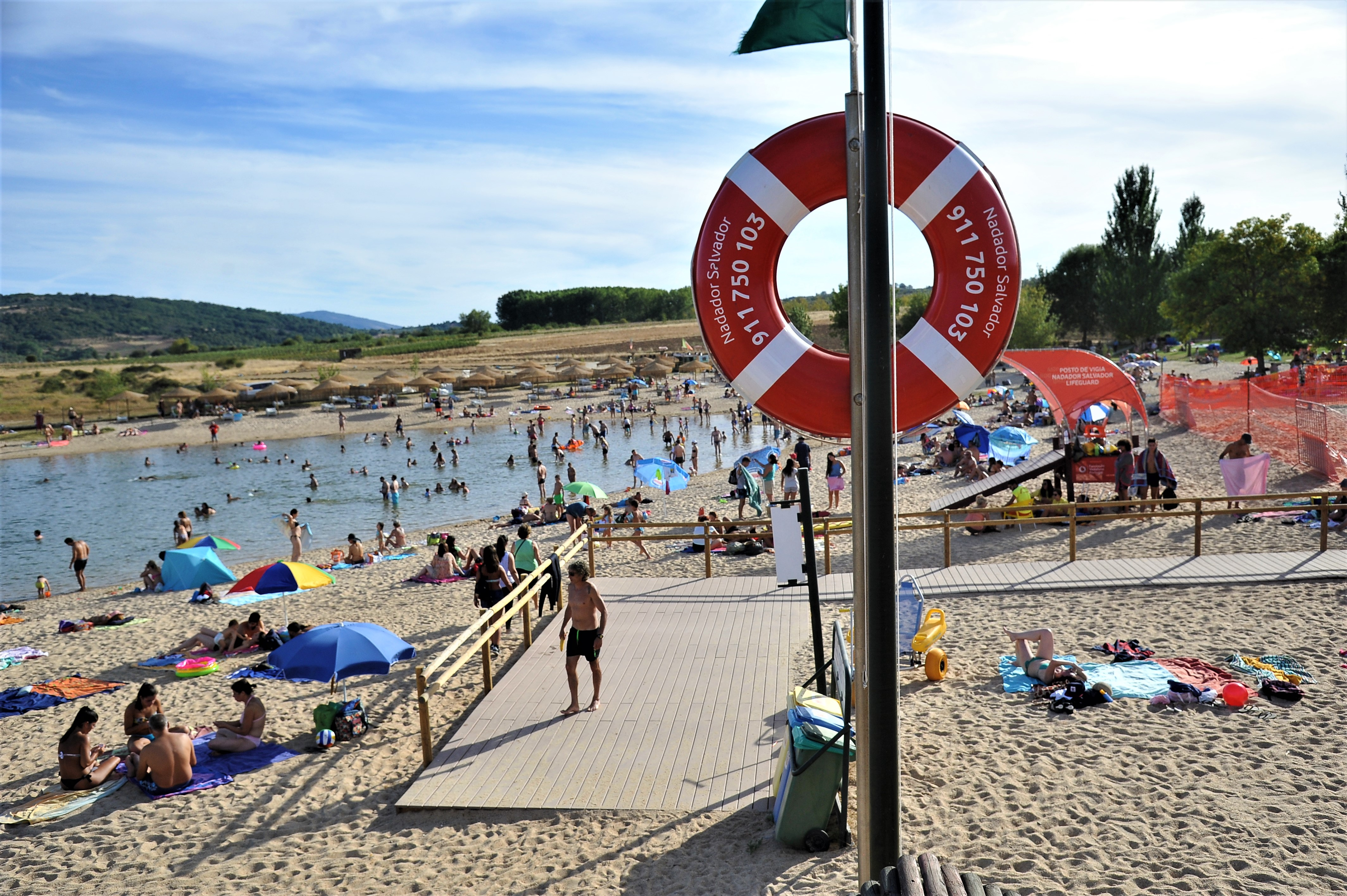
Praia da Ribeira, situada na Albufeira do Azibo

Formada por três linhas de água – o rio Azibo (13 Km) e as ribeiras do Azibeiro (7,3 Km) e do Reguengo (7,8 Km) – a Albufeira faz parte da bacia hidrográfica do rio Sabor. Os seus predicados ambientais integram-na ainda na Reserva da Biosfera Transfronteiriça da Meseta Ibérica, assim classificada pela UNESCO, a qual é considerada a maior reserva da Europa. Mais do que nome de rio, de albufeira ou de um sítio, Azibo é sinónimo de qualidade ambiental, beleza paisagística e de praias fluviais e apresentando-se como um dos locais mais visitados em todo o Nordeste Transmontano.
A Paisagem Protegida da Albufeira do Azibo, integrada na Rede Natura 2000, constitui uma interessante mescla de flora mediterrânica e atlântica. Assim, a par do carvalho-cerquinho Quercus faginea e castanheiros Castanea sativa, que coabitam com áreas de lameiro, surge a oliveira Olea europaea, a vinha e o sobreiro Quercus suber, num mosaico valorizado por vegetação mais rasteira e rara em que se destaca dezena e meia de espécies de orquídeas espontâneas.
A construção da barragem no final dos anos de 1970 possibilitou a presença de várias espécies de aves que fizeram deste local zona de nidificação e de refúgio. Destaque para a presença do mergulhão-de-crista Podiceps cristatus, ex-libris desta área.
A Albufeira do Azibo conta ainda com uma interessante rede de percursos sinalizados, integrados na rede do Geopark Terras de Cavaleiros, que fazem as delícias dos adeptos de caminhadas e BTT, e duas praias sucessivamente galardoadas com a Bandeira Azul. 
Situada nas margens do rio Azibo, de frente para a barragem, a praia da Fraga da Pegada foi a primeira a ser distinguida com a Bandeira Azul. Classificada "Praia para todos" e "Praia acessível", conta com infraestruturas de acesso a pessoas com deficiência e dispõe de todos os equipamentos e serviços de apoio a veraneantes. Envolve-a a paisagem protegida da Albufeira do Azibo, tornando-a uma zona de rara beleza e enorme riqueza paisagística e biológica.
Seguiu-se a distinção da Praia da Ribeira com a Bandeira Azul, fazendo do Azibo a área balnear fluvial com mais Bandeiras Azuis em toda a Europa. Em 2012 as condições de excelência desta praia fizeram com que fosse eleita pelos portugueses como uma das 7 Maravilhas – Praias de Portugal®.

## Ensino

### Ensino Pré-Escolar
- Jardim de Infância da Escola Básica de Macedo de Cavaleiros
- Jardim de Infância da Escola Básica de Morais
- Jardim de Infância da Escola Básica de Chacim
- Jardim de Infância de Podence
- Jardim de Infância de Travanca
- Jardim de Infância de Vale da Porca
- Jardim de Infância do Centro Social Nª Sra. De Fátima, Macedo de Cavaleiros
- Jardim de Infância do Nuclisol Jean Piaget - Udi Macedo De Cavaleiros

### Ensino Primário
- Escola Básica de Macedo de Cavaleiros
- Escola Básica de Morais
- Escola Básica de Chacim

### Ensino de 2º, 3º Ciclo e Secundário
- Escola Básica e Secundária de Macedo de Cavaleiros
- Escola Profissional Jean Piaget-Macedo de Cavaleiros [Apenas Secundário]

## Política

### Eleições autárquicas[13]
| Data | %       | V       | %       | V       | %     | V     | %            | V            | %              | V      | %              | V       | %              | V   | %    | V  | Participação   |                |
| Data | PPD/PSD | PPD/PSD | CDS-PP  | CDS-PP  | PS    | PS    | FEPU/APU/CDU | FEPU/APU/CDU | UDP/BE         | UDP/BE | PSD-CDS        | PSD-CDS | IND            | IND | CH   | CH | Participação   |                |
| ---- | ------- | ------- | ------- | ------- | ----- | ----- | ------------ | ------------ | -------------- | ------ | -------------- | ------- | -------------- | --- | ---- | -- | -------------- | -------------- |
| Data | 1976    | 52,19   | 4       | 23,68   | 2     | 14,89 | 1            | 3,75         | -              |        |                |         |                |     |      |    |                | 60,81 / 100,00 |
| 1979 | 51,71   | 4       | 25,71   | 2       | 12,45 | 1     | 5,37         | -            | 1,55           | -      | 67,43 / 100,00 |         |                |     |      |    |                |                |
| 1982 | 48,35   | 4       | 22,13   | 2       | 19,89 | 1     | 2,45         | -            | 2,17           | -      | 66,77 / 100,00 |         |                |     |      |    |                |                |
| 1985 | 40,09   | 3       | 32,04   | 3       | 21,34 | 1     | 2,66         | -            |                |        | 60,89 / 100,00 |         |                |     |      |    |                |                |
| 1989 | 37,80   | 3       | 36,68   | 3       | 18,82 | 1     | 2,07         | -            | 64,60 / 100,00 |        |                |         |                |     |      |    |                |                |
| 1993 | 37,11   | 3       | 16,87   | 1       | 41,45 | 3     | 0,95         | -            | 67,29 / 100,00 |        |                |         |                |     |      |    |                |                |
| 1997 | 28,40   | 2       | 14,66   | 1       | 52,03 | 4     | 0,89         | -            | 65,83 / 100,00 |        |                |         |                |     |      |    |                |                |
| 2001 | CDS-PP  | CDS-PP  | PPD/PSD | PPD/PSD | 44,22 | 3     | 1,11         | -            | 50,51          | 4      | 66,38 / 100,00 |         |                |     |      |    |                |                |
| 2005 | 54,36   | 5       | 8,32    | -       | 32,53 | 2     | 1,21         | -            |                |        | 65,63 / 100,00 |         |                |     |      |    |                |                |
| 2009 | CDS-PP  | CDS-PP  | PPD/PSD | PPD/PSD | 38,73 | 3     | 2,98         | -            | 53,96          | 4      | 59,07 / 100,00 |         |                |     |      |    |                |                |
| 2013 | 41,32   | 3       | 11,59   | 1       | 40,27 | 3     | 1,70         | -            |                |        | 59,57 / 100,00 |         |                |     |      |    |                |                |
| 2017 | CDS-PP  | CDS-PP  | PPD/PSD | PPD/PSD | 49,29 | 4     | 1,49         | -            | 1,11           | -      | 44,19          | 3       | 60,26 / 100,00 |     |      |    |                |                |
| 2021 | CDS-PP  | CDS-PP  | PPD/PSD | PPD/PSD | 48,51 | 4     | 1,04         | -            |                |        | 40,12          | 3       | 5,70           | -   | 1,20 | -  | 59,28 / 100,00 |                |

### Eleições legislativas
| Data | %     | %     | %     | %    | %     | %     | %        | %     | %    | %     | %    | %       | %   | % | %  | %  |
| Data | PSD   | CDS   | PS    | PCP  | UDP   | AD    | APU/ CDU | FRS   | PRD  | PSN   | BE   | PSD CDS | PAN | L | CH | IL |
| ---- | ----- | ----- | ----- | ---- | ----- | ----- | -------- | ----- | ---- | ----- | ---- | ------- | --- | - | -- | -- |
| 1976 | 36,19 | 29,55 | 20,41 | 2,42 | 0,59  |       |          |       |      |       |      |         |     |   |    |    |
| 1979 | AD    | AD    | 17,54 | APU  | 1,46  | 66,46 | 5,05     |       |      |       |      |         |     |   |    |    |
| 1980 | AD    | AD    | FRS   | APU  | 0,88  | 70,61 | 4,20     | 16,97 |      |       |      |         |     |   |    |    |
| 1983 | 39,22 | 22,69 | 26,15 | APU  | 0,51  |       | 3,70     |       |      |       |      |         |     |   |    |    |
| 1985 | 39,32 | 22,35 | 19,88 | APU  | 0,76  | 3,98  | 5,56     |       |      |       |      |         |     |   |    |    |
| 1987 | 63,13 | 10,33 | 15,70 | CDU  | 0,68  | 2,53  | 0,83     |       |      |       |      |         |     |   |    |    |
| 1991 | 54,57 | 15,65 | 21,95 | CDU  |       | 1,70  | 0,56     | 1,41  |      |       |      |         |     |   |    |    |
| 1995 | 39,04 | 17,00 | 38,62 | CDU  | 0,31  | 1,59  |          |       |      |       |      |         |     |   |    |    |
| 1999 | 40,80 | 13,94 | 38,71 | CDU  |       | 1,94  | 0,22     | 0,85  |      |       |      |         |     |   |    |    |
| 2002 | 51,86 | 15,10 | 26,80 | CDU  | 1,70  |       | 0,99     |       |      |       |      |         |     |   |    |    |
| 2005 | 37,29 | 13,81 | 39,84 | CDU  | 1,67  | 2,14  |          |       |      |       |      |         |     |   |    |    |
| 2009 | 41,11 | 14,48 | 30,83 | CDU  | 2,16  | 6,16  |          |       |      |       |      |         |     |   |    |    |
| 2011 | 52,71 | 13,21 | 23,62 | CDU  | 2,50  | 2,01  |          |       |      |       |      |         |     |   |    |    |
| 2015 | CDS   | PSD   | 31,49 | CDU  | 2,60  | 5,24  | 52,76    | 0,45  | 0,32 |       |      |         |     |   |    |    |
| 2019 | 39,40 | 5,88  | 37,07 | CDU  | 1,97  | 5,84  |          | 1,31  | 0,46 | 0,65  | 0,42 |         |     |   |    |    |
| 2022 | 37,72 | 3,02  | 42,84 | CDU  | 1,32  | 2,03  | 0,43     | 0,38  | 7,45 | 1,64  |      |         |     |   |    |    |
| 2024 | AD    | AD    | 31,16 | CDU  | 40,36 | 1,09  | 2,14     | 0,80  | 1,12 | 16,17 | 1,41 |         |     |   |    |    |

## Geminações
- Ilha do Sal, Cabo Verde [16]